# Дионизије од Хераклеје
Дионизије од Хераклеје (око 360. п. н. е. до 305. п. н. е.) је био тиранин Хераклеје на Понту од 337/336 до 305. п. н. е. У доба Александра Великога због притужби протераних грађана једва се одржао на власти. Након Александрове смрти заштитио је своју власт женидбом са Амастрис, а као Антигонов савезник додатно је учврстио свој положај.

## Долазак на власт
Млађи је син тиранина Клеарха од Хераклеје. Када је Клеарх 353/352. п. н. е. убијен наследио га је најпре брат Сатир, који је владао као регент у име Клаерхових синова Тимотеја и Дионизија. Тимотеј од Хераклеје је након тога владао једно време сам, а касније је делио власт са млађим братем Дионизијем. Након Тимотејеве смрти Дионизије је 337/336. п. н. е. постао једини тиранин Хераклеје на Понту.

## Страх од Александра и Пердике
Након пада Персијскога царства у доба Александра Великога Дионизије од Хераклеје проширио је своју власт на делове Анадолије. Протерани грађани Хераклеје су се обратили Александру Великом тражећи од њега да свргне тиранина и поново успостави демократију у Хераклеји. Дионизије је успео ипак да се одржи на власти уз помоћ Александрове сестре Клеопатре од Македоније. Морао је делом и да удовољи захтевима прогнаних. Дионизије је био толико радостан када је Александар умро да је дао да се подигне кип радости. Након Александрове смрти прогнани су се обратили Пердики, али Дионизије је поново успео да се вештом политиком одржи на власти. Пердика је убијен након краће владавине, па је и та опасност била отклопњена.

## Савез са Антигоном
Да би се заштитио у опасним временима Дионизије се оженио са Кратеровом бившом женом Амастрис. Амастрис је била ћерка Даријевога брата Оксијарта и она се у Сузи на масовном венчању удала за Кратера. Кратер се након Александрове смрти оженио Антипатровом ћерком Филом I. Женидбом са Амастрис Дионизије од Хераклеје је одједном стекао бројне предности и учврстио је своју власт. Постао је Антигонов савезник и помагао му је приликом опсаде Кипра. Помагао је Антигону приликом његовога сукоба са Асандром. Антигонов нећак Полемеј оженио се Дионизијевом ћерком.

## Краљ
Када су се сви дијадоси прогласили краљевима тада се и Дионизије Понтски прогласио краљем Хераклеје Понтске. Дионизије је био изузетно дебео, а то је и био основни узрок његове смрти.

## Смрт
Са Амастрис је имао троје деце: Клеарха, Оксатра и Амастрис. Када је био на самрти оставио је своју супругу Амастрис као регента у име деце, која су тада била још увек малолетна. Умро је 305. п. н. е. Живео је 55 година, а владао је 32 година. Дионизије је био умерен и благ владар, па су за њим жалили многи његови поданици. Након Дионизијеве смрти Антигон је штитио интересе Дионизијеве деце, али након Антигонове смрти Лизимах је заузео Хераклеју Понтску, преузео је бригу о Дионизијевој деци и оженио се са Амастрис. Након раставе од Лизимаха Амастрис је поново преузела контролу над Хераклејом Понтском.